# 唐斯冰原島峰
69°36′S 66°40′W / 69.600°S 66.667°W
唐斯冰原島峰（英語：Downs Nunatak），是南極洲的冰原島峰，位於帕爾默地，處於加西峰和韋布峰之間，海拔高度1,000米，在1940年12月由美國研究隊拍攝照片，現時由南極條約體系管理。